# Guadua longifolia
Guadua longifolia là một loài thực vật có hoa trong họ Hòa thảo. Loài này được (E.Fourn.) R.W.Pohl mô tả khoa học đầu tiên năm 1992.